# Сокоро (Тексас)
Сокоро (енгл. Socorro) град је у америчкој савезној држави Тексас. По попису становништва из 2010. у њему је живело 32.013 становника.

## Демографија
Према попису становништва из 2010. у граду је живело 32.013 становника, што је 4.861 (17,9%) становника више него 2000. године.
| Група             | 2000.          | 2010.          |
| Белци             | 729 (2,7%)     | 657 (2,1%)     |
| Афроамериканци    | 96 (0,4%)      | 78 (0,2%)      |
| Азијати           | 20 (0,1%)      | 37 (0,1%)      |
| Хиспаноамериканци | 26.183 (96,4%) | 30.964 (96,7%) |
| Укупно            | 27.152         | 32.013         |